# Reichsstraße 132

Die Reichsstraße 132 (R 132) war bis 1945 eine Staatsstraße des Deutschen Reichs. Sie führte in Nord-Süd-Richtung durch die Provinz Ostpreußen von der litauischen Grenze bei Nimmersatt (heute litauisch: Nemirseta) – bis 1918 der nördlichste Ort Preußens – über Memel (Klaipėda), Tilsit (heute russisch: Sowetsk) und Goldap (heute polnisch: Gołdap) bis Prostken (Prostki) an der Grenze zu Polen. Die Gesamtlänge der Straße betrug 298 Kilometer.
Heute führt die Trasse der ehemaligen R 132 durch drei verschiedene Staaten: Litauen, Russland und Polen. Mehrere Staatsstraßen in diesen Ländern folgen dem früheren Verlauf der R 132:
- Litauen: A13 (Europastraße 272), 141 und A12 (Europastraße 77)
- Russland: A216 (Russland) (Europastraße 77) und A198 (Russland) sowie die Regionalstraße 27A-011
- Polen: Droga krajowa 65.

## Straßenverlauf der R132
Provinz Ostpreußen:
A13 (Litauen) und Europastraße 272 (→ Polangen (Palanga)):
Landkreis Memel:
(heute: litauischer Distrikt Klaipėda und heutiger Kreis Klaipėda):
- Nimmersatt (Nemirseta)
- Memel (Klaipėda)

141 (Litauen):
- Prökuls (Priekulė)

Landkreis Heydekrug (heutiger Kreis Šilutė):
- Heydekrug (Šilutė)
- Jugnaten (Juknaičiai)

(heute litauischer Distrikt Tauragė (Tauroggen)):
Landkreis Pogegen (ab 1939 Landkreis Tilsit-Ragnit) (heute Kreis Pagėgiai):
- Pogegen (Pagėgiai)

A 12 (Litauen), A21 (Litauen) und Europastraße 77:
o heutiger litauisch-russischer Grenzübergang o
A 216 und Europastraße 77:
(heute: russische Oblast Kaliningrad (Königsberg (Preußen))):
Landkreis Tilsit-Ragnit
- Tilsit (Sowetsk) (Anschluss: R 138)

A 198 (neu: 27A-040):
(heutiger Rajon Neman):
- Paskallwen (1938–1946 Schalau) (Dubki)
- Althof-Ragnit (Mitschurinski)
- Ragnit (Neman)
- Palentienen (1938–1946: Palen) (Dubrawino)
- Tilszenehlen/Tilschenehlen (1938–1946: Quellgründen) (Schdanki)
- Lengwethen (1938–1946: Hohensalzburg) (Lunino)
- Groß Perbangen (Gruschewka)
- Kraupischken (1939–1946: Breitenstein (Ostpreußen)) (Uljanowo)
- Groß Pillkallen (1938–1946: Kallenfeld) (Meschduretschje)

Landkreis Pillkallen/Schloßberg (heute: Rajon Gussew):
- Mallwischken (1938–1946: Mallwen) (Maiskoje)

Landkreis Gumbinnen (Stadtkreis Gussew)
- Packallnischken (1938–1946: Bergendorf (Ostpr.)) (Jasnoje Pole)
- Groß Kannapinnen (1938–1946: Steinsruh) (Otschakowo)
- Klein Kannapinnen (1938–1946: Kleinblecken) (Sewerny)
- Gumbinnen (Gussew) (Anschluss: R 1)

Regionalstraße 27A-011:
- Kulligkehmen (1938–1946: Ohldorf) (Lipowo)
- Walterkehmen (1938–1946: Großwaltersdorf) (Olchowatka)

Landkreis Goldap (heutiger Rajon Osjorsk):
- Kiauten (1938–1946 Zellmühle) (Smirnowo)

(heutiger Rajon Nesterow):
- Warkallen (1938–1946 Wartenstein (Ostpr.)) (nicht mehr existent)

o heutiger russisch-polnischer Grenzübergang Gussew – Gołdap o
 (heutige polnische Droga krajowa 65):
(heute polnische Woiwodschaft Ermland-Masuren):
(heutiger Powiat Gołdapski):
- Goldap (Gołdap) (Anschluss: R 136 und R 137)
- Abrahamsruh (Jabramowo)
- Kosaken/Rappenhöh (Kozaki)
- Regellen/Glaubitz (Regiele)
- Pogorzellen/Hegelingen (Pogorzel)

Landkreis Treuburg (heute Powiat Olecki):
- Kowahlen/Reimannswalde (Kowale Oleckie) (Anschluss: R 137)
- Daniellen/Kleinreimannswalde (Daniele)
- Marggrabowa (Oletzko)/Treuburg (Olecko) (Anschluss: R 127)
- Schlepien/Schlöppen (Ślepie)
- Gonsken/Herzogskirchen (Gąski)

Landkreis Lyck (heute Powiat Ełcki):
- Przytullen/Seefrieden (Przytuły)
- Stradaunen (Straduny)
- Szameyten/Wittenwalde (Oracze)
- Oratzen/Wittenwalde (Oracze)
- Elisenthal (Konieczki)
- Lyck (Ełk)
- Sybba/Walden (Szyba)
- Neuendorf (Nowa Wieś Ełcka)
- Sdunken/Ulrichsfelde (Zdunki)
- Niedzwetzken/Wiesengrund (Niedźwiedzkie)
- Prostken (Prostki)

(→ Grajewo)